# Prudniki (rejon postawski)
Prudniki (biał. Пруднікі; ros. Прудники) – wieś na Białorusi, w obwodzie witebskim, w rejonie postawskim, w sielsowiecie Woropajewo.
Dawniej używane nazwy – Prudniki-Jamki, Jamki.

## Historia
W czasach zaborów w granicach Imperium Rosyjskiego.
W dwudziestoleciu międzywojennym kolonia leżała w Polsce, w województwie wileńskim, w powiecie duniłowickim (od 1926 postawskim), w gminie Łuczaj.
Według Powszechnego Spisu Ludności z 1921 roku zamieszkiwały tu 183 osoby, 10 były wyznania rzymskokatolickiego, 163 prawosławnego, a 10 staroobrzędowego. Jednocześnie wszyscy mieszkańcy zadeklarowali białoruską przynależność narodową. Było tu 21 budynków mieszkalnych. W 1931 w 33 domach zamieszkiwało 230 osób.
Miejscowość należała do parafii rzymskokatolickiej i prawosławnej w Postawach. Podlegała pod Sąd Grodzki w Postawach i Okręgowy w Wilnie; właściwy urząd pocztowy mieścił się w m. Łuczaj.
W 1938 roku miejscowość należała do gromady Prudniki gminy Łuczaj.
Po agresji ZSRR na Polskę w 1939 roku wieś znalazła się pod okupacją sowiecką, w granicach BSRR. W latach 1941–1944 była pod okupacją niemiecką. Następnie leżała w BSRR. Od 1991 roku w Republice Białorusi.